# 張安妃
張安妃（？—1558年），名失考，順天府大興縣人。錦衣衛帶俸副千戶張國相之姐，明朝明世宗朱厚熜之妃。

## 生平
張氏的出生及入宮時間均無考。嘉靖三十七年（1558年）閏七月十二日，「未封妃張氏」薨逝，賜諡曰安，治喪葬如例，同年九月二十一日，安葬張安妃。嘉靖三十八年（1559年）六月初九日，授張安妃之弟張國相錦衣衛帶俸副千戶，仍給房價銀一千二百兩。根據《太常續考》的記載，張安妃與耿平妃、吳定妃、李順妃、王懷妃、王懷嬪、黃御嬪、趙宛嬪、馬常嬪於金山合葬同一墓，葬地位於西山紅石口。